# Margarida de Fiennes, Baronesa Mortimer
Margarita de Fiennes (depois de 1269 – 7 de fevereiro de 1333), foi uma nobre francesa que se casou com um lorde marcher inglês, Edmundo Mortimer, de Wigmore, e foi mãe de Rogério Mortimer, 1º Conde de March.

## Familia
Ela era filha de Guillaume II de Fiennes (morto em 1302) e sua mulher Blanche, filha de Jean de Brienne (morto em 1296), Grande Mordomo da França, e sua primeira mulher Jeanne de Châteaudun.